# Mikkel Sørensen Riber
Mikkel Sørensen Riber (født 1540 formentlig i Ribe, død 19. marts 1587 i Sæby) var borgmester i Sæby fra 1570.
Riber er desuden den tidligst kendte stamfader til slægten Vogelius, men bære ikke slægtsnavnet, da dette først kommer til ved sognepræst Frands Mikkelsen Vogelius (1640 - 1702). Det formodes desuden at Riber kommer fra en af Ribes handelsslægter, som på dette tidspunkt spredtes til mange jyske byer.